# Hermann Hohn
Hermann Hohn (11 de outubro de 1897 - 13 de novembro de 1968) foi um oficial alemão que serviu na Wehrmacht durante a Segunda Guerra Mundial. Foi condecorado com a Cruz de Cavaleiro da Cruz de Ferro com Folhas de Carvalho e Espadas.

## Condecorações
| Cruz de Ferro (1914) 2ª Classe                                             | 31 de outubro de 1917                        |
| Cruz de Ferro (1914) 1ª Classe                                             | março de 1919                                |
| Cruz de Honra da Guerra Mundial 1914/1918                                  |                                              |
| Cruz de Ferro (1939) 2ª Classe                                             | 26 de junho de 1940                          |
| Cruz de Ferro (1939) 1ª Classe                                             | 23 de julho de 1941                          |
| Distintivo da infantaria de assalto                                        |                                              |
| Escudo da Crimeia                                                          |                                              |
| Distintivo de Honra do Exército                                            | 14 de dezembro de 1942                       |
| Cruz Germânica em Ouro                                                     | 17 de abril de 1943                          |
| Cruz de Cavaleiro da Cruz de Ferro                                         | 28 de novembro de 1943                       |
| Cruz de Cavaleiro da Cruz de Ferro com Folhas de Carvalho nº 410           | 1 de março de 1944                           |
| Cruz de Cavaleiro da Cruz de Ferro com Folhas de Carvalho e Espadas nº 109 | 31 de outubro de 1944                        |
| Mencionado duas vezes na Wehrmachtbericht                                  | 6 de dezembro de 1943 e 19 de agosto de 1944 |